# André the Giant Memorial Battle Royal

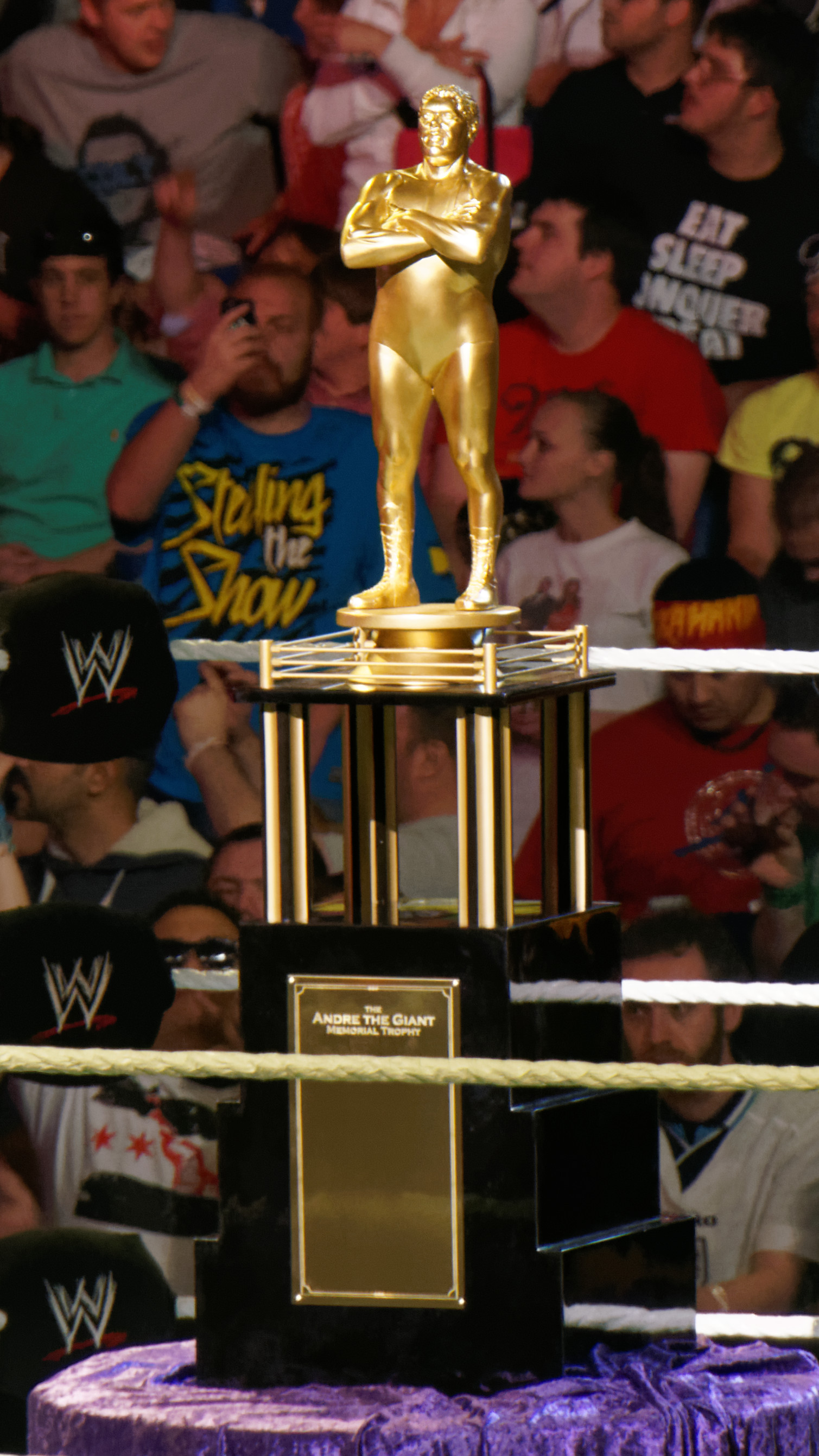
La statua dorata di André the Giant, consegnata come trofeo al vincitore

L'André the Giant Memorial Battle Royal è una stipulazione di wrestling della WWE che assegna un trofeo al vincitore dell'omonima battle royal che si svolge annualmente nella puntata di SmackDown precedente a WrestleMania. Tra il 2014 e il 2019 si svolgeva durante l'evento di WrestleMania.
Il trofeo prende il nome del WWE Hall of Famer André the Giant, famoso per aver vinto molte battle royal nella sua carriera.

## Storia
Nella puntata di Raw del 10 marzo 2014 il presentatore di WrestleMania XXX, Hulk Hogan, annunciò l'introduzione di una Battle royal dedicata alla memoria di André the Giant, il cui vincitore avrebbe ricevuto come trofeo una statua dorata rappresentante il wrestler francese.
Cesaro fu il primo a vincere il match, eliminando per ultimo Big Show con una Body slam, la stessa usata da Hogan su André a WrestleMania III.
A partire dalla settima edizione, la battle royal si svolge nella puntata di SmackDown precedente a WrestleMania.

## Albo d'oro
| Edizione | Data           | Evento           | Vincitore      | Fonti  |
| -------- | -------------- | ---------------- | -------------- | ------ |
| 1ª       | 6 aprile 2014  | WrestleMania XXX | Cesaro         | [ 4 ]  |
| 2ª       | 29 marzo 2015  | WrestleMania 31  | Big Show       | [ 5 ]  |
| 3ª       | 3 aprile 2016  | WrestleMania 32  | Baron Corbin   | [ 6 ]  |
| 4ª       | 2 aprile 2017  | WrestleMania 33  | Mojo Rawley    | [ 7 ]  |
| 5ª       | 8 aprile 2018  | WrestleMania 34  | Matt Hardy     | [ 8 ]  |
| 6ª       | 7 aprile 2019  | WrestleMania 35  | Braun Strowman | [ 9 ]  |
| 7ª       | 9 aprile 2021  | SmackDown        | Jey Uso        | [ 10 ] |
| 8ª       | 1º aprile 2022 | SmackDown        | Madcap Moss    | [ 11 ] |
| 9ª       | 31 marzo 2023  | SmackDown        | Bobby Lashley  | [ 12 ] |
| 10ª      | 5 aprile 2024  | SmackDown        | Bronson Reed   | [ 13 ] |
| 11ª      | 18 aprile 2025 | SmackDown        | Carmelo Hayes  | [ 14 ] |